# José Trinidad Zapata Ortiz
José Trinidad Zapata Ortiz es un obispo mexicano. (nació el 24 de mayo de 1959, en San Ignacio, Fresnillo, Zacatecas) Actualmente es el Obispo de Papantla.
La Nunciatura Apostólica comunicó a través de la Secretaría General de la Conferencia del Episcopado Mexicano, que después del lamentable fallecimiento de Mons. Hipólito Reyes Larios, Arzobispo de Xalapa, el Santo Padre Francisco, por medio del Decreto de la Congregación para los Obispos del 13 de agosto del presente año,  ha nombrado a S.E. Mons. José Trinidad Zapata Ortiz, Obispo de Papantla, Administrador Apostólico “Sede Vacante” de la Arquidiócesis de Xalapa,   hasta el nombramiento y toma de posesión del nuevo Arzobispo.

## Biografía

### Sacerdocio
Fue ordenado sacerdote en la Ciudad de Durango, el 9 de mayo de 1990 por el papa Juan Pablo II durante su segunda visita a México, y fue asignado a la Diócesis de San Andrés Tuxtla. 
Inició su ministerio sacerdotal en la parroquia de Catemaco, Veracruz. 
Cursó los estudios de Filosofía y Teología en el Seminario de Cristo Rey de vocaciones adultas en Coatlinchán, Estado de México durante los años 1984-1990. 
Obtuvo el título de Licenciatura en Teología Bíblica en la Universidad Pontificia de México durante los años 1993-1996.

## Episcopado

### Obispo de San Andrés Tuxtla
Fue rector del Seminario de Cristo Rey, desde el 17 de junio de 1998 al 28 de mayo de 2004. Fue nombrado Obispo de la Diócesis de San Andrés Tuxtla, el 12 de junio de 2004 por S.S Juan Pablo II y fue consagrado Obispo el 31 de julio de 2004, en la Ciudad de Catemaco,Ver. Por Mons. Guillermo Ranzahuer González Obispo Emérito de San Andrés Tuxtla.
Ha desempeñado los siguientes cargos en la Conferencia Episcopal Mexicana (CEM):   
- Suplente del Consejo Permanente por la Provincia eclesiástica de Xalapa (2006- 2012).
- Responsable de la Dimensión de atención al fenómeno de los nuevos grupos religiosos - sectas (2006-2009).
- Responsable de la Dimensión del Diaconado permanente (2009- 2015).
- Miembro del Consejo Permanente por la Provincia Eclesiástica de Xalapa(2012-2018)
- Administrador Apostólico "Sede vacante" de la Arquidiócesis de Xalapa (agosto de 2021-febrero 2022)

### Obispo de Papantla
El 20 de marzo de 2014 fue nombrado por el papa Francisco Obispo de la Diócesis de Papantla.